# 2011년 대한민국 FA컵
2011년 대한민국 FA컵 (공식 대회명칭: 2011 하나은행 FA CUP)은 대한축구협회에서 주관한 컵 대회인 FA컵의 16번째 시즌이며 전신인 전국선수권대회 (2001년 통합)을 포함할 시 66번째 대회이다. 프로 구단 이외에 실업, 대학, 아마추어 성인 구단이 모두 참여하여 2011년 대한민국 성인축구 최강팀을 가리는 대회이다. 우승 팀에게는 이듬해 AFC 챔피언스리그 조별 리그 출전티켓이 주어지게 된다.
이번 대회에서 수원 삼성 블루윙즈는 본선 32강 전에서 포천 시민축구단을 꺾고 11연승을 달성하여 FA컵 국내 최다 연승 기록을 세웠다.
그리고 8강전이 종료된 뒤 가진 준결승 대진 추첨 방식 변화가 생겼다. 축구팬의 제안으로 만들어진 새로운 방식 《원 스타 시스템》을 도입하게 되었는데 이 방식은 준결승 추첨 시 추첨된 번호(1번과 2번, 3번, ★)를 결승 진출 시에도 동일하게 사용하는 것으로 결승 진출 팀 중 숫자가 낮은 팀의 홈 경기장에서 결승전이 열리게 된다. 협회의 한 관계자는 "FA컵 결승전 개최지 선정 방식에 이의가 많아 매년 고심했다. 그러다가 한 축구팬으로부터 원 스타 시스템 방식에 제안을 받아 1년간 내부적으로 검토한 끝에 채택하게 됐다"며 원 스타 시스템의 도입 뒷배경을 설명했다.

## 예선 경기 결과

### 1라운드
1라운드에서는 K3리그 2010 시즌의 우승팀 경주 시민축구단을 제외한 상위 여덟 개 팀과 U리그 상위 여덟 개 팀이 참가하였다. 서울 유나이티드와 광운대학교 간의 경기를 제외한 모든 경기는 2011년 3월 12일 14시에 진행되었으며 서울 유나이티드와 광운대학교의 경기는 13시에 진행되었다.
| 2011년 3월 12일 | 서울 유나이티드             | 3 - 4 | 광운대학교                             | 마들스타디움 |  |  |
|                 | 이재명 10′ · 곽선호 72′ 76′ |       | 김륜도 4′ 47′ · 김현우 9′ · 김민혁 84′ |              |  |  |
|                 |                             |       |                                        |              |  |  |

| 2011년 3월 12일 | 청주 직지 FC | 1 - 3 | 건국대학교                         | 청주용정축구공원 |  |  |
|                 | 곽승현 54′   |       | 주세종 59′ · 한빛 82′ · 이한샘 87′ |                  |  |  |
|                 |              |       |                                    |                  |  |  |

| 2011년 3월 12일 | 부천 FC 1995            | 2 - 3 | 경희대학교                            | 부천종합운동장 |  |  |
|                 | 신강선 46′ · 박문기 57′ |       | 이광선 13′ · 김동기 57′ · 김정세 104′ |                |  |  |
|                 |                         |       |                                       |                |  |  |

| 2011년 3월 12일 | 포천 시민축구단                                   | 4 - 1 | 고려대학교 | 포천종합운동장 |  |  |
|                 | 김율진 16′ · 신옥진 29′ · 이후선 51′ · 조성환 71′ |       | 범재용 68′ |                |  |  |
|                 |                                                   |       |            |                |  |  |

| 2011년 3월 12일 | 전주 EM    | 1 - 4 | 동국대학교                              | 전주대학교 운동장 |  |  |
|                 | 박상제 73′ |       | 황명규 9′ 43′ · 이기제 41′ · 이호석 92′ |                   |  |  |
|                 |            |       |                                         |                   |  |  |

| 2011년 3월 12일 | 영남대학교                               | 4 - 0 | 남양주 시민축구단 | 영남대학교 운동장 |  |  |
|                 | 이현도 29′ · 이진석 43′ · 정대교 82′ 83′ |       |                   |                   |  |  |
|                 |                                          |       |                   |                   |  |  |

| 2011년 3월 12일 | 호남대학교                               | 4 - 0 | 양주 시민축구단 | 호남대학교 운동장 |  |  |
|                 | 이정원 18′ 59′ · 장세용 63′ · 정민우 94′ |       |                 |                   |  |  |
|                 |                                          |       |                 |                   |  |  |

| 2011년 3월 12일 | 연세대학교              | 2 - 2 (6 - 5 승부차기) | 이천 시민축구단         | 연세대학교 운동장 |  |  |
|                 | 황의조 30′ · 이용욱 44′ |                        | 정준호 47′ · 양지훈 70′ |                   |  |  |
|                 |                         |                        |                         |                   |  |  |

### 2라운드
2라운드에서는 K3리그 2010 우승팀 경주 시민축구단과 내셔널리그 2010 전기 리그 우승팀 대전 한국수력원자력과 자격 미달된 예산 FC를 제외한 하위 다섯 팀(안산 할렐루야, 창원시청, 김해시청, 목포시청)이 참가하였다. 경기는 일제히 2011년 4월 10일 치러졌다.
| 2011년 4월 10일 | 안산 할렐루야                    | 2 - 1 | 광운대학교 | 안산와~스타디움 |  |  |
|                 | 이후권 22′ (자책골) · 김동효 74′ |       | 김현우 77′ |                 |  |  |
|                 |                                  |       |            |                 |  |  |

| 2011년 4월 10일 | 창원시청 | 0 - 1 | 연세대학교  | 창원축구센터 |  |  |
|                 |          |       | 김현수 100′ |              |  |  |
|                 |          |       |             |              |  |  |

| 2011년 4월 10일 | 김해시청   | 1 - 0 | 호남대학교 | 김해운동장 |  |  |
|                 | 김원민 96′ |       |            |            |  |  |
|                 |            |       |            |            |  |  |

| 2011년 4월 10일 | 경희대학교  | 1 - 0 | 인천 코레일 | 용인시축구센터 |  |  |
|                 | 유동원 101′ |       |             |                |  |  |
|                 |             |       |             |                |  |  |

| 2011년 4월 10일 | 영남대학교 | 0 - 2 | 목포시청                | 영남대학교 운동장 |  |  |
|                 |            |       | 정수종 79′ · 김현용 89′ |                   |  |  |
|                 |            |       |                         |                   |  |  |

| 2011년 4월 10일 | 경주 시민축구단 | 1 - 2 | 건국대학교              | 경주시민운동장 |  |  |
|                 | 윤철순 70′      |       | 조영준 33′ · 김민기 86′ |                |  |  |
|                 |                 |       |                         |                |  |  |

| 2011년 4월 10일 | 포천 시민축구단                      | 3 - 1 | 동국대학교 | 포천종합운동장 |  |  |
|                 | 김율진 18′ · 이후선 90′ · 남태희 91′ |       | 이영덕 12′ |                |  |  |
|                 |                                      |       |            |                |  |  |

## 본선 경기 결과

### 32강전
본선 32강전은 2011년 5월 18일 19시에 일제히 치러졌다.
| 2011년 5월 18일 | 성남 일화 천마                     | 3 - 0 | 목포시청 | 탄천종합운동장 |  |  |
|                 | 사샤 42′ · 남궁도 51′ · 조재철 78′ |       |          |                |  |  |
|                 |                                    |       |          |                |  |  |

| 2011년 5월 18일 | 전남 드래곤즈 | 1 - 0 | 건국대학교 | 광양축구전용구장 |  |  |
|                 | 인디오 62′    |       |            |                  |  |  |
|                 |               |       |            |                  |  |  |

| 2011년 5월 18일 | 전북 현대 모터스        | 2 - 1 | 경희대학교 | 전주월드컵경기장 |  |  |
|                 | 에닝요 47′ · 루이스 59′ |       | 김환희 13′ |                  |  |  |
|                 |                         |       |            |                  |  |  |

| 2011년 5월 18일 | 수원 삼성 블루윙즈                   | 3 - 1 | 포천 시민축구단 | 수원월드컵경기장 |  |  |
|                 | 베르손 61′ · 박종진 69′ · 최성국 78′ |       | 김영중 88′      |                  |  |  |
|                 |                                      |       |                 |                  |  |  |

| 2011년 5월 18일 | 대구 FC                 | 2 - 3 | 울산 현대미포조선 돌고래              | 대구시민운동장 |  |  |
|                 | 조형익 53′ · 김현성 55′ |       | 기현서 22′ · 알렉스 40′ · 김장현 102′ |                |  |  |
|                 |                         |       |                                       |                |  |  |

| 2011년 5월 18일 | FC 서울                              | 4 - 0 | 용인시청 | 서울월드컵경기장 |  |  |
|                 | 최종환 57′ · 데얀 64′ 83′ · 아디 71′ |       |          |                  |  |  |
|                 |                                      |       |          |                  |  |  |

| 2011년 5월 18일 | 광주 FC    | 1 - 2 | 수원시청                | 광주월드컵경기장 |  |  |
|                 | 유종현 58′ |       | 박종찬 48′ · 김한원 96′ |                  |  |  |
|                 |            |       |                         |                  |  |  |

| 2011년 5월 18일 | 포항 스틸러스           | 2 - 0 | 대전 한국수력원자력 | 포항스틸야드 |  |  |
|                 | 고무열 26′ · 조찬호 82′ |       |                     |              |  |  |
|                 |                         |       |                     |              |  |  |

| 2011년 5월 18일 | 강릉시청   | 1 - 2 | 상주 상무 피닉스 | 강릉종합운동장 |  |  |
|                 | 이정운 13′ |       | 김철호 66′ 117′  |                |  |  |
|                 |            |       |                  |                |  |  |

| 2011년 5월 18일 | 부산교통공사            | 2 - 1 | 경남 FC    | 구덕운동장 |  |  |
|                 | 전재희 23′ · 김경춘 87′ |       | 한경인 67′ |            |  |  |
|                 |                         |       |            |            |  |  |

| 2011년 5월 18일 | 천안시청   | 1 - 2 | 부산 아이파크                    | 천안종합운동장 |  |  |
|                 | 황호령 63′ |       | 김본광 36′ (자책골) · 윤동민 66′ |                |  |  |
|                 |            |       |                                  |                |  |  |

| 2011년 5월 18일                     | 강원 FC | 0 - 0 (4 - 3 승부차기)                     | 충주 험멜 | 김천종합운동장 |  |  |
|                                     |         |                                            |           |                |  |  |
|                                     |         | 승부차기                                   |           |                |  |  |
| 김영후 · 이창훈 · 권순형 · 이민규 · |         | 류원형 · 이해정 · 강두호 · 손국희 · 이춘현 |           |                |  |  |
|                                     |         |                                            |           |                |  |  |

| 2011년 5월 18일 | 고양 국민은행  | 2 - 4 | 제주 유나이티드                                   | 고양종합운동장 |  |  |
|                 | 김영남 61′ 77′ |       | 산토스 54′ · 박현범 36′ · 김은중 66′ · 강수일 86′ |                |  |  |
|                 |                |       |                                                   |                |  |  |

| 2011년 5월 18일 | 김해시청 | 0 - 3 | 대전 시티즌                          | 김해운동장 |  |  |
|                 |          |       | 박성호 13′ · 한재웅 59′ · 김바울 87′ |            |  |  |
|                 |          |       |                                      |            |  |  |

| 2011년 5월 18일 | 인천 유나이티드        | 2 - 1 | 연세대학교 | 인천문학경기장 |  |  |
|                 | 유준수 5′ · 이윤표 64′ |       | 장현수 74′ |                |  |  |
|                 |                        |       |            |                |  |  |

| 2011년 5월 18일 | 안산 할렐루야 | 0 - 1 | 울산 현대           | 안산와~스타디움 |  |  |
|                 |               |       | 신재필 65′ (자책골) |                 |  |  |
|                 |               |       |                     |                 |  |  |

### 16강전
본선 16강전 경기는 2011년 6월 15일에 저녁 경기로 치러졌다.
| 2011년 6월 15일   | 포항 스틸러스 | 1 - 0 | 울산 현대미포조선 돌고래 | 포항스틸야드     |  |  |
| 19:30 한국 표준시 | 모따 25′      |       |                          | 관중 수: 1,820명 |  |  |
|                   |               |       |                          |                  |  |  |

| 2011년 6월 15일   | 수원시청 | 0 - 1 | 수원 삼성 블루윙즈 | 수원종합운동장   |  |  |
| 19:00 한국 표준시 |          |       | 오장은 72′         | 관중 수: 2,642명 |  |  |
|                   |          |       |                    |                  |  |  |

| 2011년 6월 15일   | 부산교통공사 | 0 - 1 | FC 서울      | 구덕운동장       |  |  |
| 19:00 한국 표준시 |              |       | 제파로프 45′ | 관중 수: 1,014명 |  |  |
|                   |              |       |              |                  |  |  |

| 2011년 6월 15일   | 인천 유나이티드 | 0 - 2 | 성남 일화 천마          | 인천문학경기장   |  |  |
| 19:00 한국 표준시 |                 |       | 조동건 47′ · 에벨톤 66′ | 관중 수: 1,027명 |  |  |
|                   |                 |       |                         |                  |  |  |

| 2011년 6월 15일   | 전북 현대 모터스 | 1 - 2 | 부산 아이파크  | 전주월드컵경기장 |  |  |
| 19:00 한국 표준시 | 조성환 3′        |       | 한상운 55′ 64′ | 관중 수: 4,328명 |  |  |
|                   |                  |       |                |                  |  |  |

| 2011년 6월 15일   | 울산 현대             | 2 - 1 | 상주 상무 피닉스 | 울산문수축구경기장 |  |  |
| 19:00 한국 표준시 | 이호 30′ · 고슬기 98′ |       | 김정우 23′       | 관중 수: 1,385명   |  |  |
|                   |                       |       |                  |                    |  |  |

| 2011년 6월 15일                                                                  | 강원 FC      | 1 - 1 (4 - 3 승부차기)                                                       | 대전 시티즌 | 강릉종합운동장   |  |  |
| 19:00 한국 표준시                                                                | 자크미치 40′ |                                                                              | 박성호 77′  | 관중 수: 3,212명 |  |  |
|                                                                                  |              | 승부차기                                                                     |             |                  |  |  |
| 이상돈 · 장혁진 · 곽광선 · 자크미치 · 권순형 · 김성주 · 김진환 · 서동현 · 박상진 |              | 박은호 · 이호 · 황재훈 · 김성준 · 박성호 · 김한섭 · 한덕희 · 최은성 · 김도연 |             |                  |  |  |
|                                                                                  |              |                                                                              |             |                  |  |  |

| 2011년 6월 15일   | 전남 드래곤즈 | 1 - 0 | 제주 유나이티드 | 광양축구전용구장 |  |  |
| 19:00 한국 표준시 | 웨슬리 102′   |       |                 | 관중 수: 2,297명 |  |  |
|                   |               |       |                 |                  |  |  |

### 8강전
본선 8강전 경기는 2011년 7월 27일에 치러졌다.
| 2011년 7월 27일   | 포항 스틸러스                             | 4 - 2 | FC 서울               | 포항스틸야드    |  |  |
| 19:30 한국 표준시 | 아사모아 31′ · 모따 64′ · 노병준 99′ 108′ |       | 데얀 51′ · 몰리나 73′ | 관중 수: 10,419 |  |  |
|                   |                                           |       |                       |                 |  |  |

| 2011년 7월 27일   | 울산 현대         | 3 - 0 | 강원 FC | 울산종합운동장 |  |  |
| 19:00 한국 표준시 | 고슬기 7′ 30′ 50′ |       |         | 관중 수: 1,327 |  |  |
|                   |                   |       |         |                |  |  |

| 2011년 7월 27일   | 수원 삼성 블루윙즈 | 1 - 0 | 전남 드래곤즈 | 수원월드컵경기장 |  |  |
| 19:30 한국 표준시 | 이용래 25′         |       |               | 관중 수: 5,867   |  |  |
|                   |                    |       |               |                  |  |  |

| 2011년 7월 27일   | 성남 일화 천마             | 2 - 1 | 부산 아이파크 | 탄천종합운동장 |  |  |
| 19:00 한국 표준시 | 에벨찡요 5′ · 라돈치치 90′ |       | 한상운 13′    | 관중 수: 928   |  |  |
|                   |                            |       |               |                |  |  |

### 준결승전
본선 준결승전 경기는 2011년 8월 24일에 치러졌다.
| 2011년 8월 24일   | 성남 일화 천마                       | 3 - 0 | 포항 스틸러스 | 탄천종합운동장 |  |  |
| 19:30 한국 표준시 | 사샤 38′ · 조동건 43′ · 라돈치치 65′ |       |               |                |  |  |
|                   |                                      |       |               |                |  |  |

| 2011년 8월 24일   | 수원 삼성 블루윙즈                  | 3 - 2 | 울산 현대      | 수원월드컵경기장 |  |  |
| 19:30 한국 표준시 | 스테보 77′ · 마토 82′ · 박현범 111′ |       | 설기현 58′ 73′ |                  |  |  |
|                   |                                     |       |                |                  |  |  |

### 결승전
본선 결승전 경기는 2011년 10월 15일에 치러졌다.
| 2011년 10월 15일  | 성남 일화 천마 | 1 - 0 | 수원 삼성 블루윙즈 | 탄천종합운동장 |  |  |
| 한국 표준시 14:00 | 조동건 76′     |       |                    |                |  |  |
|                   |                |       |                    |                |  |  |

| FA컵 2011 우승              |
| --------------------------- |
| 성남 일화 천마 두 번째 우승 |

## 각 라운드별 최우수선수 (MOR: Man of the Round) 수상자
| 라운드   | 선수   | 클럽               | 주석  |
| -------- | ------ | ------------------ | ----- |
| 1라운드  | 김륜도 | 광운대학교         |       |
| 2라운드  | 이후선 | 포천 시민축구단    |       |
| 32강전   | 김경춘 | 부산교통공사       |       |
| 16강전   | 조동건 | 성남 일화 천마     |       |
| 8강전    | 고슬기 | 울산 현대          |       |
| 준결승전 | 박현범 | 수원 삼성 블루윙즈 |       |
| 결승전   | 조동건 | 성남 일화 천마     | [ 3 ] |

## 같이 보기
- K리그 2011
- K리그 컵 2011
- 내셔널리그 2011
- 챌린저스리그 2011
- U리그 2011